# Emilio Barrera Luyando
Emilio Barrera Luyando   (Burgos, 17 de gener de 1869 - 5 de maig de 1943) va ser un militar espanyol, que va aconseguir l'ocupació de Tinent General. Cap del Estat Major de l'Exèrcit d'Àfrica. Durant la Dictadura de Primo de Rivera va ser membre de l'Assemblea Nacional Consultiva. Va participar en el cop d'estat del 18 de juliol de 1936.

## Biografia
Va ingressar a l'Acadèmia General Militar el 24 de setembre de 1885, i fou promogut a l'ocupació d'alferes al juliol de 1888. En 1891 ingressa en el Cos d'Estat Major. En 1898 sol·licita destinació a Cuba no podent incorporar-se pel bloqueig, i hagué d'incorporar-se a l'Exèrcit a Puerto Rico. Tots els ascensos des de tinent coronel a general de divisió van ser-li concedits per mèrits de guerra. Va ser, a més, subsecretari del Ministeri de Guerra d'Espanya el 1922 i ajudant de Camp d'Alfons XIII.

### Marroc
S'incorpora al juliol de 1909, i hi va romandre durant 13 anys. Va prendre part en la Campanya de Melilla, i amb l'ocupació de tinent coronel va preparar el desembarcament de Larraix. Com a membre d'Estat Major va participar en la comissió reservada per estudiar el desembarcament d'Alhucemas. En els seus temps de mandat a Larraix va dirigir totes les operacions de l'Occident del Protectorat espanyol del Marroc, sent el primer que des de Larraix va efectuar la marxa a Tetuan pel Fondak d'Ain Yedida, de 27 de setembre a 10 d'octubre de 1909. Va participar en la Guerra del Rif com a comandant general de Larraix el 1921.

### Dictadura
Governador militar de Tarragona, durant la dictadura de Primo de Rivera, des del 14 de setembre de 1924 fins a 1930 va ser Capità General de Catalunya, substituint a Miguel Primo de Rivera i sent rellevat en assumir la presidència del govern el general Berenguer. Durant el seu mandat, gairebé virregnal, va acabar amb els enfrontaments entre pistolers de la patronal i sindicalistes a Catalunya. Va ser cap de l'Estat Major Central (1930-31) quan la revolta de Jaca i fins a la proclamació de la Segona República Espanyola.
El 24 d'agost del 1925 el cos de la jove Dolors Bernabeu va caure al passatge dels Escudellers número 1 de Barcelona. Josep Sala, autor d'un llibre, afirma que l'autor del crim va ser el capità d'infanteria Alfonso Barrera Campus, també mosso d'esquadra i fill d'Emilio Barrera, capità general de Catalunya. Sala destaca que es tractava de l'època de la dictadura de Primo de Rivera i que "el jutge va parar la investigació". També “va trucar a declarar als periodistes que havien tret l'exclusiva” del “rumor”. A partir d'aquí, “la notícia va desaparèixer completament dels mitjans”. Al cap d'uns mesos, apunta Sala, "va sortir que el crim s'havia tancat i s'havia decretat que havia estat un suïcidi".

### Membre de l'Assemblea Nacional Consultiva
Al setembre de 1927, va ser membre de l'Assemblea Nacional Consultiva d'Espanya, òrgan creat per la dictadura de Miguel Primo de Rivera, com a representant per dret propi –designat directament per Miguel Primo de Rivera–, des del 10 d'octubre de 1927 –data de la primera sessió d'aquest òrgan– fins a la seva última sessió, celebrada el 15 de febrer de 1930.

### Segona República
Després de la proclamació de la Segona República Espanyola, va passar a encapçalar les conjures antirepublicanes a l'estament militar juntament amb els generals José Cavalcanti i Miguel Ponte. En 1931 va col·laborar en la formació de les decúries carlistes. President per antiguitat d'una junta colpista, es va entrevistar al febrer de 1932 amb l'ambaixador italià Ercole Durini di Monza. El 10 d'agost de 1932 intervé en la sanjurjada des de Madrid i es va haver d'exiliar. Va tornar a Espanya el 1934.
Al març de 1934 va viatjar a Roma en representació de la Unió Militar Espanyola, al costat d'Antonio Goicoechea de Renovación Española i Antonio Lizarza i Rafael de Olazábal dels carlistes, van mantenir sengles trobades amb Italo Balbo el dia 30 i amb Benito Mussolini el dia 31, amb la intenció d'aconseguir ajuda en armes (10000 fusells, 10.000 granades de mà i 200 metralladores) i diners en efectiu (1 milió i mig de pessetes), amb la finalitat d'enderrocar a la República.
Lliurat a les autoritats acceptant l'amnistia després de la Sanjurjada, Barrera s'havia evadit en primera instància de l'acció de la justícia. No va poder però evadir-se del procés judicial a llarg termini: al març de 1935 el Tribunal Suprem va dictar com a resolució del procés dels successos del 10 d'agost la condemna a mort de Barrera, com a cap màxim de la rebel·lió, encara que se li aplicaven immediatament els beneficis de l'amnistia.

### Guerra civil
El 13 de juliol de 1936 va ser detingut a Barcelona i conduït a la presó de Guadalajara, des d'on va poder evadir-se refugiant-se a l'Ambaixada de la República Francesa fent valer la seva condició de cavaller de la Legió d'Honor. Després es va dirigir a Burgos, on va ser nomenat president del Tribunal Superior de Justícia Militar d'Espanya fins a gener de 1939, en què va passar a la reserva.

## Condecoracions
Gran Creu del Mèrit Militar, Cavaller del Collaret de Carles III - Ordre de la corona de L' Annuntiata (italiana)- Creu i Placa de San Hermenegild. L'any 1926 va rebre el títol de fill adoptiu de Sant Joan de les Abadesses però l'any 2012 l'ajuntament li retirà aquesta distinció.